# CTI Records
CTI Records fue un sello discográfico de jazz, fundado en 1967 por el productor musical Creed Taylor. El nombre es un acrónimo de Creed Taylor Incorporated. Aunque grabó discos de diversos estilos, es especialmente conocido por sus ediciones de soul jazz, y por ser uno de los pioneros en grabar smooth jazz.

## Trayectoria
Inicialmente se creó como un sello subsidiario de la discográfica A&M Records, aunque en 1970 pasó a ser una empresa independiente, creando sus propios sellos filiales (Kudu Records, Salvation Records y Greenstreet). La compañía disponía de sus propios arreglistas, que le dieron un sonido diferenciado, aún considerando las grandes diferencias que existían entre los artistas que grabaron. Los más conocidos de estos arreglistas fueron Don Sebesky y, más tarde, Bob James. Para reforzar el carácter de su sonido, la mayor parte de las grabaciones se realizaron en el estudio de grabación de Rudy Van Gelder, quien hacía la función de técnico de sonido en los discos de CTI.
Algunas de sus producciones obtuvieron unas ventas muy importantes, llegando a situarse en los puestos elevados de los rankings. El principal de estos hits, fue el disco "Prelude" de Eumir Deodato que, en 1973, se situó en el #3 del Billboard 200, lo que era algo inusual para discos de jazz. Un sencillo de este álbum, Also sprach Zarathustra, alcanzó el n.º 2 en el Billboard Hot 100, además de obtener buenas posiciones en otros muchos países. También Grover Washington, Jr., Esther Phillips y Bob James tuvieron hits de ventas, así como George Benson, aunque en menor medida.
En 1978, la compañía entró en bancarrota, y su catálogo fue adquirido por Sony Music.

## Discografía

### Serie 3000
Estos discos fueron producidos entre 1967 y 1970 y fueron publicados por A&M Records, con el "CTI" impreso en la portada, a pequeño tamaño. 
| Número de catálogo | Artista                       | Título                                         |
| ------------------ | ----------------------------- | ---------------------------------------------- |
| SP 3000            | Varios Artistas               | Audio Master Plus Series Sampler Volume 1      |
| SP 3001            | Wes Montgomery                | A Day in the Life                              |
| SP 3002            | Antonio Carlos Jobim          | Wave                                           |
| SP 3003            | Herbie Mann                   | Glory of Love                                  |
| SP 3004            | Tamba 4                       | We and the Sea                                 |
| SP 3005            | Nat Adderley                  | You, Baby                                      |
| SP 3006            | Wes Montgomery                | Down Here on the Ground                        |
| SP 3007            | Artie Butler                  | Have You Met Miss Jones?                       |
| SP 3008            | Kai Winding & J. J. Johnson   | Israel                                         |
| SP 3009            | Soul Flutes                   | Trust in Me                                    |
| SP 3010            | Richard Barbary               | Soul Machine                                   |
| SP 3011            | Tamiko Jones                  | I’ll Be Anything for You                       |
| SP 3012            | Wes Montgomery                | Road Song                                      |
| SP 3013            | Tamba 4                       | Samba Blim                                     |
| SP 3014            | George Benson                 | Shape of Things to Come                        |
| SP 3015            | Paul Desmond                  | Summertime                                     |
| SP 3016            | Kai Winding & J. J. Johnson   | Betwixt & Between                              |
| SP 3017            | Nat Adderley                  | Calling Out Loud                               |
| SP 3018            | Walter Wanderley              | When It Was Done                               |
| SP 3019            | Milton Nascimento             | Courage                                        |
| SP 3020            | George Benson                 | Tell It Like It Is                             |
| SP 6-3021          | Varios Artistas               | Audio Master Plus Series Audio Sampler, Vol. 2 |
| SP 3022            | Walter Wanderley              | Moondreams                                     |
| SP 3023            | Quincy Jones                  | Walking in Space                               |
| SP 3024            | Paul Desmond                  | From the Hot Afternoon                         |
| SP 3025            | George Benson                 | I Got a Woman and Some Blues                   |
| SP 3026            | Hubert Laws                   | Unissued                                       |
| SP 3027            | Kai Winding and J. J. Johnson | Stonebone (sólo publicado en Japón)            |
| SP 3028            | George Benson                 | The Other Side of Abbey Road                   |
| SP 3030            | Quincy Jones                  | Gula Matari                                    |
| SP 3031            | Antonio Carlos Jobim          | Tide                                           |
| SP 3032            | Paul Desmond                  | Bridge Over Troubled Water                     |

### Serie 1000
A partir de 1970, Taylor independizó su sello y realizó grabaciones de artistas que iban más allá del jazz.
| Número de atalog0 | Artista        | título        |
| ----------------- | -------------- | ------------- |
| CTI 1001          | Kathy McCord   | Kathy McCord  |
| CTI 1002          | Hubert Laws    | Crying Song   |
| CTI 1003          | Flow           | Flow          |
| CTI 1004          | Dave Frishberg | Oklahoma Toad |
| CTI 1005          | Fats Theus     | Black Out     |

### Serie 6000
Grabados entre 1970 y 1976 y editados bajo el sello CTI. Algunos fueron distribuidos por Motown y están señalados con S1 junto al código de catálogo.
| Número de catálogo | Artista                                           | Título                                                   |
| ------------------ | ------------------------------------------------- | -------------------------------------------------------- |
| CTI 6000           | Hubert Laws                                       | Crying Song (Reedición del CTI 1002)                     |
| CTI 6001           | Freddie Hubbard                                   | Red Clay                                                 |
| CTI 6002           | Antonio Carlos Jobim                              | Stone Flower                                             |
| CTI 6003           | Joe Farrell                                       | Joe Farrell Quartet                                      |
| CTI 6004           | Bill Evans                                        | Montreux II                                              |
| CTI 6005           | Stanley Turrentine                                | Sugar                                                    |
| CTI 6006           | Hubert Laws                                       | Afro-Classic                                             |
| CTI 6007           | Freddie Hubbard                                   | Straight Life                                            |
| CTI 6008           | Astrud Gilberto                                   | Gilberto with Turrentine                                 |
| CTI 6009           | George Benson                                     | Beyond the Blue Horizon                                  |
| CTI 6010           | Stanley Turrentine                                | Salt Song                                                |
| CTI 6011           | Kenny Burrell                                     | God Bless the Child                                      |
| CTI 6012           | Hubert Laws                                       | The Rite of Spring                                       |
| CTI 6013           | Freddie Hubbard                                   | First Light                                              |
| CTI 6014           | Joe Farrell                                       | Outback                                                  |
| CTI 6015           | George Benson                                     | White Rabbit                                             |
| CTI 6016           | Randy Weston                                      | Blue Moses                                               |
| CTI 6017           | Stanley Turrentine con Milt Jackson               | Cherry                                                   |
| CTI 6018           | Freddie Hubbard                                   | Sky Dive                                                 |
| CTI 6019           | Jackie and Roy                                    | Time & Love                                              |
| CTI 6020           | Airto Moreira                                     | Free                                                     |
| CTI 6021           | Eumir Deodato                                     | Prelude                                                  |
| CTI 6022           | Hubert Laws                                       | Morning Star                                             |
| CTI 6023           | Joe Farrell                                       | Moon Germs                                               |
| CTI 6024           | Milt Jackson                                      | Sunflower                                                |
| CTI 6025           | Hubert Laws                                       | Carnegie Hall                                            |
| CTI 6026           | Gábor Szabó                                       | Mizrab                                                   |
| CTI 6027           | Ron Carter                                        | Blues Farm                                               |
| CCTI 6028          | Airto Moreira                                     | Fingers                                                  |
| CTI 6029           | Eumir Deodato                                     | Deodato 2                                                |
| CTI 6030           | Stanley Turrentine                                | Don't Mess with Mister T.                                |
| CTI 6031/32        | Don Sebesky                                       | Giant Box                                                |
| CTI 6033           | George Benson                                     | Body Talk                                                |
| CTI 6034           | Joe Farrell                                       | Penny Arcade                                             |
| CTI 6035           | Gábor Szabó                                       | Rambler                                                  |
| CTI 6036           | Freddie Hubbard                                   | Keep Your Soul Together                                  |
| CTI 6037           | Ron Carter                                        | All Blues                                                |
| CTI 6038           | Milt Jackson & Hubert Laws                        | Goodbye                                                  |
| CTI 6039           | Paul Desmond & Gábor Szabó                        | Skylark                                                  |
| CTI 6040           | Jackie Cain & Roy Kral                            | A Wilder Alias                                           |
| CTI 6041           | Deodato/Airto                                     | In Concert                                               |
| CTI 3+3            | Hubert Laws                                       | In the Beginning                                         |
| CTI 6042S1         | Joe Farrell                                       | Upon This Rock                                           |
| CTI 6043S1         | Bob James                                         | One                                                      |
| CTI 6044S1         | Freddie Hubbard/Stanley Turrentine                | Freddie Hubbard/Stanley Turrentine in Concert Volume One |
| CTI 6045S1         | George Benson                                     | Bad Benson                                               |
| CTI 6046S1         | Milt Jackson                                      | Olinga                                                   |
| CTI 6047S1         | Freddie Hubbard                                   | The Baddest Hubbard                                      |
| CTI 6048S1         | Stanley Turrentine                                | The Baddest Turrentine                                   |
| CTI 6049S1         | Herbie Hancock/Freddie Hubbard/Stanley Turrentine | In Concert Volume Two                                    |
| CTI 6050S1         | Chet Baker                                        | She Was Good to Me                                       |
| CTI 6051S1         | Ron Carter                                        | Spanish Blue                                             |
| CTI 6052S1         | Stanley Turrentine                                | The Sugar Man                                            |
| CTI 6053S1         | Joe Farrell                                       | Canned Funk                                              |
| CTI 6054S1         | Gerry Mulligan / Chet Baker                       | Carnegie Hall Concert                                    |
| CTI 6055S1         | Gerry Mulligan / Chet Baker                       | Carnegie Hall Concert Volume 2                           |
| CTI 6056S1         | Freddie Hubbard                                   | Polar AC                                                 |
| CTI 6057S1         | Bob James                                         | Two                                                      |
| CTI 6058S1         | Hubert Laws                                       | The Chicago Theme                                        |
| CTI 6059S1         | Paul Desmond                                      | Pure Desmond                                             |
| CTI 6060S1         | Jim Hall                                          | Concierto                                                |
| CTI 6061S1         | Don Sebesky                                       | The Rape of El Morro                                     |
| CTI 6062           | George Benson                                     | Good King Bad                                            |
| CTI 6063           | Bob James                                         | Three                                                    |
| CTI 6064           | Ron Carter                                        | Yellow & Green                                           |
| CTI 6065           | Hubert Laws                                       | Then There Was Light: In the Beginning Vol. 1            |
| CTI 6066           | Hubert Laws                                       | Then There Was Light: In the Beginning Vol. 2            |
| CTI 6067           | Joe Farrell                                       | Song of the Wind (reedición de la referencia 6003)       |
| CTI 6068           | Allan Holdsworth                                  | Velvet Darkness                                          |
| CTI 6069           | George Benson & Joe Farrell                       | Benson & Farrell                                         |
| CTI 6072S1         | George Benson                                     | In Concert-Carnegie Hall                                 |

### Serie 5000
Se introdujo en 1975 para grabar música popular.
| Número de Catálogo | Artista        | Título             |
| ------------------ | -------------- | ------------------ |
| CTI 5000           | Lalo Schifrin  | Black Widow        |
| CTI 5001           | Patti Austin   | End of a Rainbow   |
| CTI 5002           | Seawind        | Seawind            |
| CTI 5003           | Lalo Schifrin  | Towering Toccata   |
| CTI 5004           | John Blair     | We Belong Together |
| CTI 5005           | David Matthews | Dune               |
| CTI 5006           | Patti Austin   | Havana Candy       |
| CTI 5007           | Seawind        | Window of a Child  |

### Serie 7000
Continua la serie 6000, a partir de 1975, editando básicamente jazz.
| Número de catálogo | Artista                                                              | Título                                             |
| ------------------ | -------------------------------------------------------------------- | -------------------------------------------------- |
| CTI 7070           | Urbie Green                                                          | The Fox                                            |
| CTI 7071           | Hubert Laws                                                          | The San Francisco Concert                          |
| CTI 7073           | Art Farmer                                                           | Crawl Space                                        |
| CTI 7074           | Bob James                                                            | BJ4                                                |
| CTI 7075           | Jeremy Steig                                                         | Firefly                                            |
| CTI 7076           | Varios Artistas                                                      | CTI Summer Jazz at the Hollywood Bowl - Live One   |
| CTI 7077           | Varios Artistas                                                      | CTI Summer Jazz at the Hollywood Bowl - Live Two   |
| CTI 7078           | Varios Artistas                                                      | CTI Summer Jazz at the Hollywood Bowl - Live Three |
| CTI 7079           | Urbie Green con Grover Washington, Jr. y la David Matthews' Big Band | Señor Blues                                        |
| CTI 7080           | Art Farmer con Yusef Lateef y la David Matthews' Big Band            | Something You Got                                  |
| CTI 7081           | Eumir Deodato                                                        | 2001 (reedición de la referencia 6021)             |
| CTI 7082           | Yusef Lateef                                                         | Autophysiopsychic                                  |
| CTI 7083           | Art Farmer / Jim Hall                                                | Big Blues                                          |
| CTI 7084           | Nina Simone                                                          | Baltimore                                          |
| CTI 7085           | George Benson                                                        | Space                                              |
| CTI 7086           | Patti Austin                                                         | Live at the Bottom Line                            |
| CTI 7087           | Art Farmer con Joe Henderson                                         | Yama                                               |
| CTI 7088           | Yusef Lateef                                                         | In a Temple Garden                                 |
| CTI 7089           | Art Farmer                                                           | Live in Tokyo                                      |

### Ediciones en el sello Kudu
El sello Kudu fue creado por Creed Taylor en 1971 y se especializó en soul jazz.
| Número de catálogo | Artista                           | Título                            |
| ------------------ | --------------------------------- | --------------------------------- |
| KU-01              | Johnny Hammond                    | Breakout                          |
| KU-02              | Lonnie Smith                      | Mama Wailer                       |
| KU-03              | Grover Washington, Jr.            | Inner City Blues                  |
| KU-04              | Johnny Hammond                    | Wild Horses Rock Steady           |
| KU-05              | Esther Phillips                   | From a Whisper to a Scream        |
| KU-06              | Hank Crawford                     | Help Me Make it Through the Night |
| KU-07              | Grover Washington, Jr.            | All the King's Horses             |
| KU-08              | Hank Crawford                     | We Got a Good Thing Going         |
| KU-09              | Esther Phillips                   | Alone Again, Naturally            |
| KU-10              | Johnny Hammond                    | The Prophet                       |
| KU-11              | Eric Gale                         | Forecast                          |
| KU-12              | Grover Washington, Jr.            | Soul Box Vol. 1                   |
| KU-13              | Grover Washington, Jr.            | Soul Box Vol. 2                   |
| KU-14              | Esther Phillips                   | Black-Eyed Blues                  |
| KU-15              | Hank Crawford                     | Wildflower                        |
| KU-16              | Johnny Hammond                    | Higher Ground                     |
| KU-17              | Idris Muhammad                    | Power of Soul                     |
| KU-18              | Esther Phillips                   | Performance                       |
| KU-19              | Hank Crawford                     | Don't You Worry 'Bout a Thing     |
| KU-20              | Grover Washington, Jr.            | Mister Magic                      |
| KU-21              | Joe Beck                          | Beck                              |
| KU-22              | Phil Upchurch & Tennyson Stephens | Upchurch/Tennyson                 |
| KU-23              | Esther Philips con Joe Beck       | What a Diff'rence a Day Makes     |
| KU-24              | Grover Washington, Jr.            | Feels So Good                     |
| KU-25              | Ron Carter                        | Anything Goes                     |
| KU-26              | Hank Crawford                     | I Hear a Symphony                 |
| KU-27              | Idris Muhammad                    | House of the Rising Sun           |
| KU-28              | Esther Philips & Joe Beck         | For All We Know                   |
| KU-29              | Grant Green                       | The Main Attraction               |
| KU-30              | David Matthews & Whirlwind        | Shoogie Wanna Boogie              |
| KU-31              | Esther Philips                    | Capricorn Princess                |
| KU-32S1            | Grover Washington, Jr.            | A Secret Place                    |
| KU-33S1            | Hank Crawford                     | Hank Crawford's Back              |
| KU-34S1            | Idris Muhammad                    | Turn This Mutha Out               |
| KU-35S1            | Hank Crawford                     | Tico Rico                         |
| KU-3637M2          | Grover Washington, Jr.            | Live at The Bijou                 |
| KU-38              | Idris Muhammad                    | Boogie to the Top                 |
| KU-39              | Hank Crawford                     | Cajun Sunrise                     |

### Ediciones del subsello Salvation
Salvation Records se creó inicialmente para editar música góspel aunque acabó publicando también discos de jazz y R&B.
| Número de catálogo | Artista                   | Título              |
| ------------------ | ------------------------- | ------------------- |
| SAL 700            | B. C. & M. Choir          | Hello Sunshine      |
| SAL 701            | Airto Moreira             | Virgin Land         |
| SAL 702            | Johnny Hammond            | Gambler's Life      |
| SAL 703            | The New York Jazz Quartet | In Concert in Japan |
| SAL 704S1          | Gábor Szabó               | Macho               |